# Nebraska v. Parker

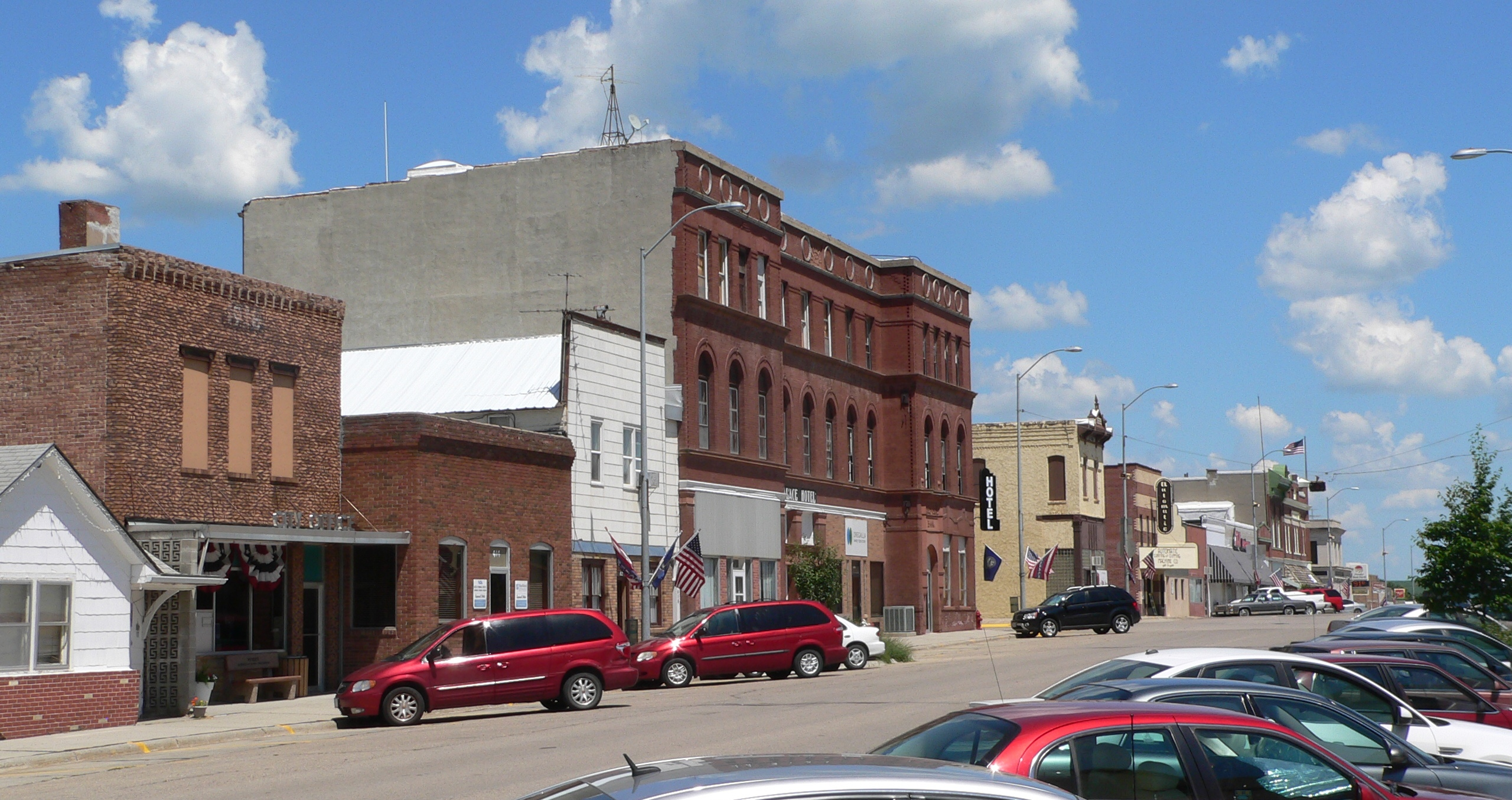
Downtown Pender. Durch das Gerichtsurteil könnte die kleine Gemeinde in Nebraska US-Geschichte schreiben.

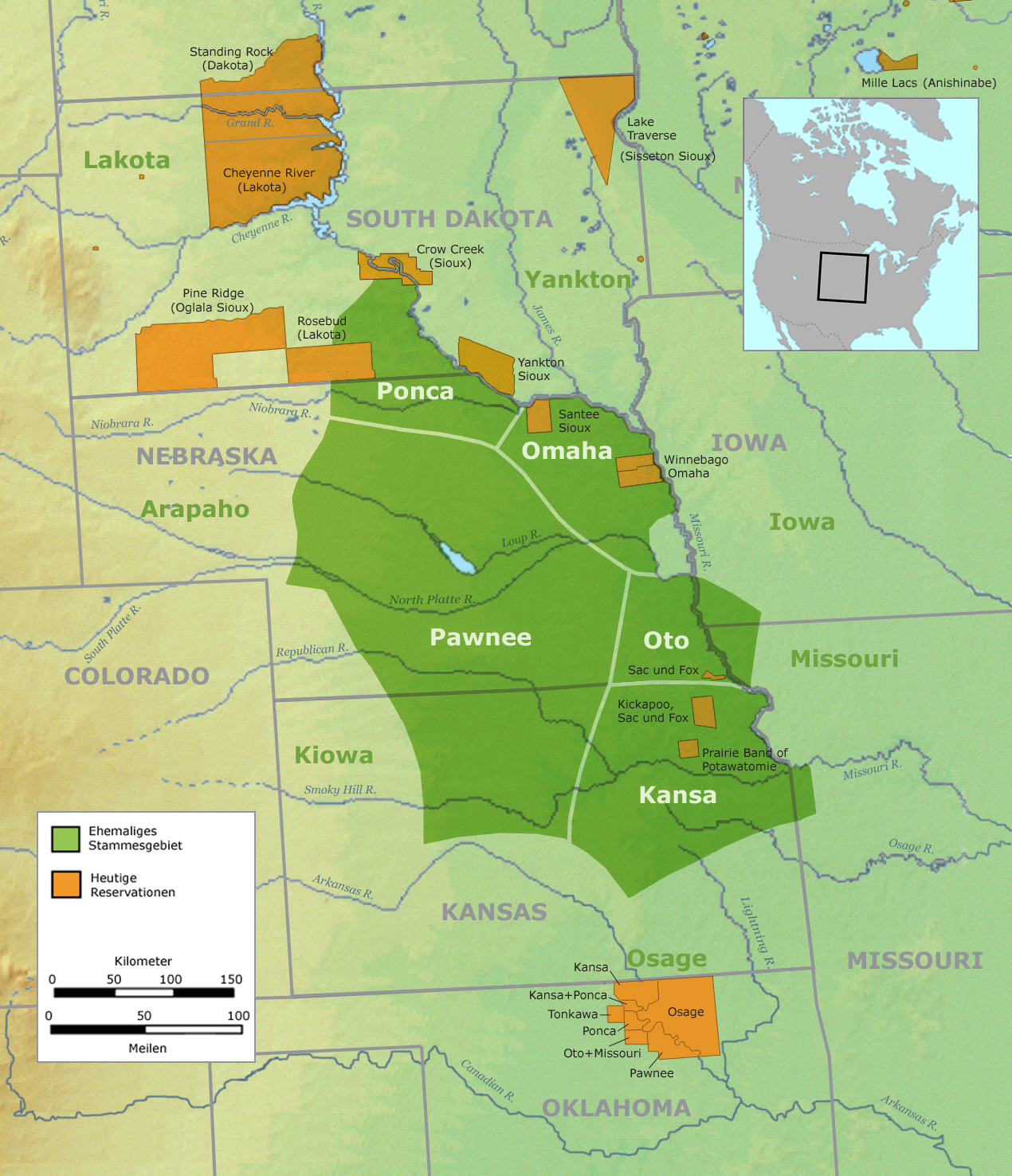
Ehemaliges Stammesgebiet der Omaha und Lage der heutigen Indianerreservate. (Omaha Reservation Kartenmitte, Cheyenne River im oberen Teil Links)

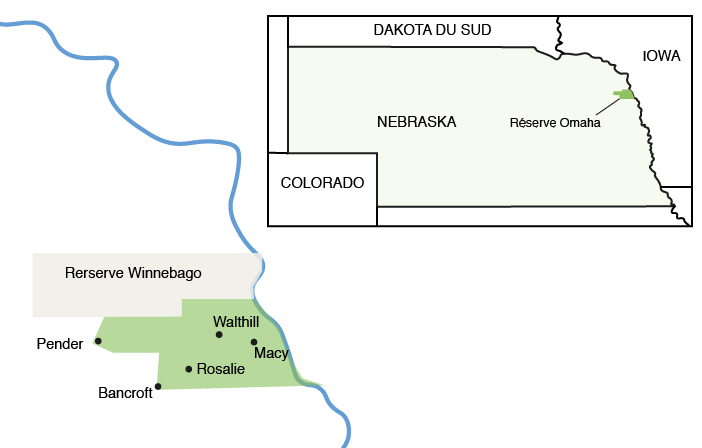
Karte der Omaha Reservation und der Gemeinde Pender.

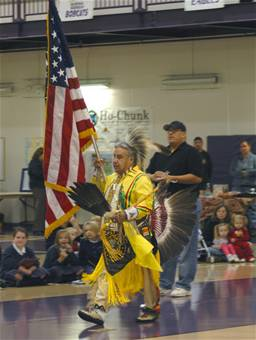
Mitglied des Omaha-Indianer-Stammes bei einer Tanzveranstaltung

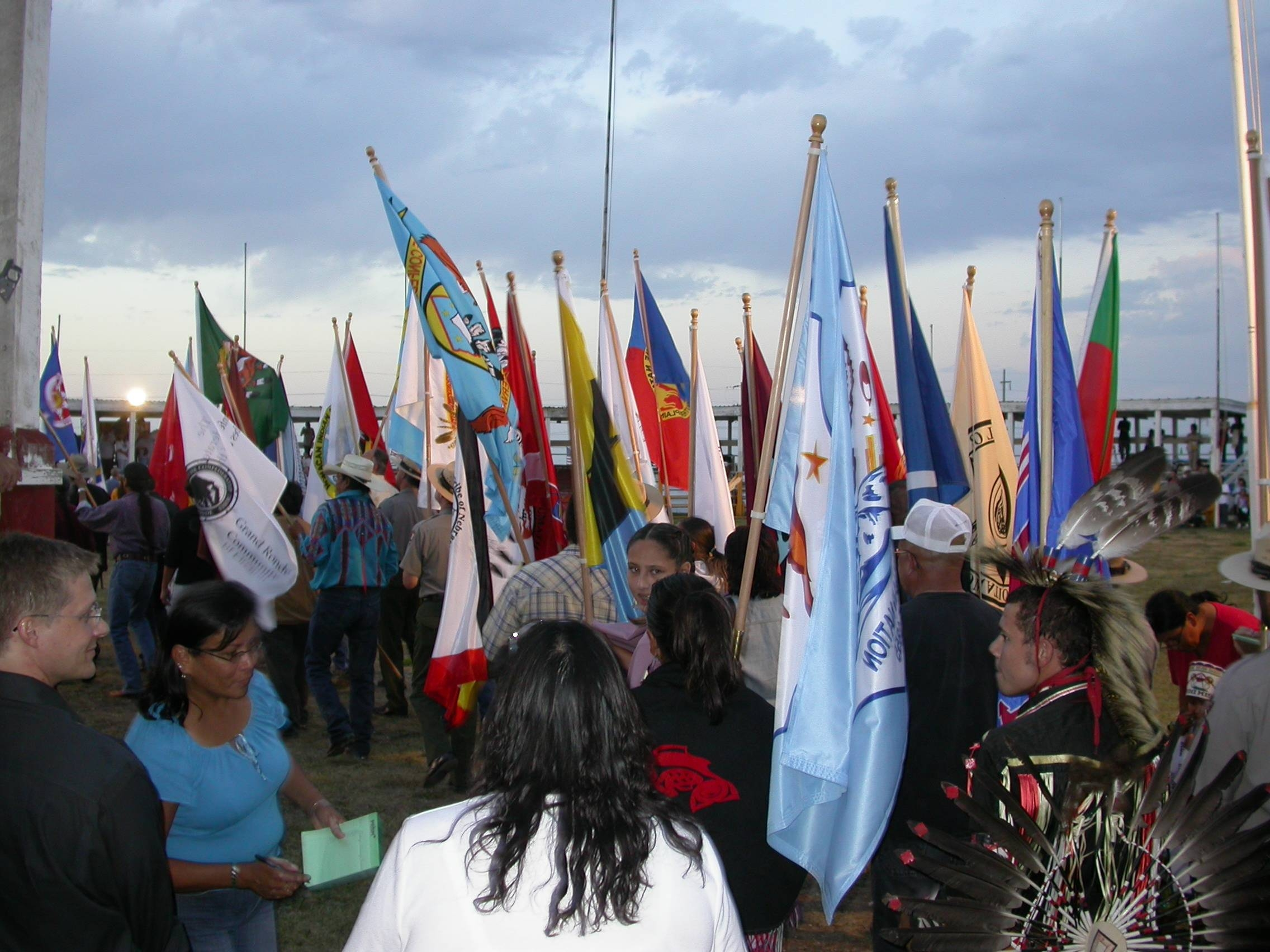
Bei dem Verfahren ging es um Tribal Sovereignty. Im Bild ein Treffen in Eagle Butte.

Als Nebraska v. Parker wird ein Gerichtsurteil des Obersten Gerichtshofs der Vereinigten Staaten bezeichnet. Am 22. März 2016 entschied das Gericht, dass ein Bundesgesetz aus dem Jahre 1882 die Fläche der Omaha-Indianerreservation nicht reduzierte. In diesem Gesetz hatte der Kongress der Vereinigten Staaten beschlossen dem Omaha-Stamm 50.000 Acres Land abzukaufen. Auf diesem Gebiet wurde die Gemeinde Pender errichtet. Die Frage an das Gericht war, ob der Verkauf dieses Gebietes die Grenze des Indianerreservates änderte oder nicht. Das Gericht beschloss, dass durch den Verkauf keine Grenzkorrektur der Reservation stattfand, sondern dass die Gemeinde Pender sich weiterhin auf dem Gebiet der Reservation befindet. Der Stamm der Omaha hat damit das Recht Gesetze, welche vom Tribal Council (Stammesregierung) erlassen wurden auch in der Gemeinde Pender durchzusetzen. Im Verfahren ging es um die Frage, ob der Stamm in der Gemeinde Pender eine Alkoholsteuer einziehen darf oder nicht. Im Verfahren wurde der Stamm von der Bundesregierung der Vereinigten Staaten vertreten. Maßgeblich beteiligt war eine Behörde des Innenministeriums, das Bureau of Indian Affairs. Die Interessen der Gemeinde Pender wurden vom Bundesstaat Nebraska vertreten. Die Gemeinde wollte die Alkoholsteuer verhindern. Das Urteil stärkte die Ansprüche und Rechte der indigenen Bevölkerung der Vereinigten Staaten enorm und stärkte auch die Rechte der Bundesregierung gegenüber den Bundesstaaten.

## Name
Ursprünglich wurde das Verfahren unter der Bezeichnung Smith v. Parker angelegt. Mitch Parker war zum Zeitpunkt der Verhandlung Vorsitzender der Omaha Stammesregierung (Tribal Council). Richard M. Smith der Repräsentant der Gemeinde Pender. Vor dem Obersten Gerichtshof wurde der Bundesstaat Nebraska anstelle der Gemeinde Pender Verfahrensbeteiligter. Deswegen erfolgte die Änderung in Nebraska v. Parker.

## Hintergrund
Die Gemeinde Pender liegt im östlichen Nebraska in der Nähe der Staatsgrenze zu Iowa im Flussgebiet des Missouri River. Das Indianerreservat der Omaha grenzt direkt an den Fluss. Im späten 17. Jahrhundert wanderten die Omaha-Indianer in das Gebiet des heutigen Nebraska ein. Ursprünglich waren die Omaha in Virginia, North Carolina und South Carolina beheimatet. Die Omaha waren Jäger und Bauern. Sie lebten in festen Dörfern. Nur zur Jagdsaison wurden sie zu Nomaden. 1856 verkauften die Omaha einen Großteil ihres Landes an die Regierung der USA und stimmten einem Umzug in das heutige Reservat am Missouri River zu. Sie reservierten sich 300.000 Acre Land für ihre eigene Nutzung. Die Grenzen des Reservats wurden durch einen Vertrag zwischen den USA und dem Stamm abgesichert. 1865 verkauften sie Teile ihres Landes an die Winnebago, die ein eigenes Reservat nördlich der Omaha erhielten. Auch dieser Verkauf wurde mit einem Vertrag zwischen den Vereinigten Staaten und den Stämmen abgesichert, dem Omaha Treaty. 1869 wurde eine Eisenbahn durch das Reservatsgebiet errichtet. 1872 versuchte der Stamm 50.000 Acre Land, die westlich der neuen Eisenbahnlinie lagen, zu verkaufen. Nachdem der amerikanische Kongress 1871 die Verabschiedung neuer Verträge zwischen den Indianerstämmen und der US-Regierung verhindert hatte, wurde der Verkauf durch ein Gesetz, vorbereitet vom Innenministerium und beschlossen am 7. August 1882, vom Kongress abgesegnet. Der Geschäftsmann W. E. Peebles kaufte im selben Jahr ein Stück Land von der US-Regierung westlich der Eisenbahnlinie und gründete 1885 die Gemeinde Pender. Andere weiße Siedler kauften weitere Stücke Land westlich der Eisenbahn. Stammesmitglieder lebten nicht auf dem Gebiet der Gemeinde. Die Stammesregierung zeichnete sich durch keinerlei Aktivitäten in diesem Gebiet aus und beschränkte diese auf ihr Gebiet östlich der Eisenbahn.
Dies änderte sich im Jahre 2006. 2006 beschloss der Omaha-Stamm eine Steuer von 10 % auch auf die Geschäfte in Pender anzuwenden. Darüber hinaus verlangte er eine Lizenz für den Verkauf von Alkohol auf Reservatsgebiet. Je nach Art des Verkaufs sollte sie 500, 1000 oder 1500 Dollar pro Jahr betragen. Für Nichtzahlung wurde eine Strafe in Höhe von 10.000 Dollar angedroht. Von dieser Regelung waren 10 Geschäfte, Clubs und Bars in Pender betroffen. Die Eigentümer wehrten sich gegen die Gebühren und Steuern. Bundesgesetze erlaubten es den Indianer-Nationen, den Verkauf von Alkohol auf Reservatsgebieten zu verbieten, einzuschränken oder zu versteuern. Die Einführung solcher Regeln muss vom Innenministerium der Vereinigten Staaten genehmigt werden. Dem Omaha-Stamm lag und liegt eine solche Genehmigung des Innenministers vor. Die Regulierung des Alkoholverkaufs durch den Stamm war dadurch rechtens. Die Gemeinde Pender solidarisierte sich mit den Geschäftsinhabern, ebenso der Staat Nebraska. Sie zogen vor Gericht mit der Begründung, dass Pender weder Teil eines Indianergebietes sei noch Bestandteil der Omaha-Reservation.

## Urteil
Am 20. Januar 2016 wurde der Fall vor dem Obersten Gerichtshof verhandelt. Auf der einen Seite standen die Alkoholverkäufer und die Gemeinde Pender, die vom Staat Nebraska vertreten wurden, auf der anderen Seite die Omaha-Nation, die von der Bundesregierung vertreten wurde. Bei Indianerreservaten handelt es sich um Gebiete, deren Eigentümer offiziell die Bundesregierung oder genauer das Bureau of Indian Affairs ist. Es ging um die Streitfrage, wo die Grenze zwischen dem Staat Nebraska und dem Bundesgebiet verläuft. Das Oberste Gericht von Nebraska hatte in der Vergangenheit entschieden, die Eisenbahnlinie bilde die westliche Grenze des Indianerreservats. Das Oberste Gericht sah das anders und verkündete am 22. März 2016 sein Urteil. Zwar hätten sich die Besitzverhältnisse durch den Kauf durch die Bundesregierung 1882 geändert. Das hätte aber keinen Einfluss auf die Souveränitätsrechte des Indianerstammes gehabt. Nur ein Vertrag zwischen den zwei Nationen hätte zu einer Grenzänderung geführt. Pender liegt weiterhin juristisch gesehen unter der Kontrolle der Omaha-Nation und nicht des Staats Nebraska. Der Verkauf von Stammesgebiet an weiße Siedler durch die Bundesregierung führte nicht zu einem Transfer von Rechten an den Staat Nebraska. Auch sind die Bundesstaaten nicht berechtigt, Grenzkorrekturen zwischen Staat und Nationen vorzunehmen. Das steht allein der Bundesregierung und den Stämmen einvernehmlich zu.
Das Urteil baute auf der Argumentation des Verfahrens Solem v. Bartlett, auf welches am 22. Februar 1984 vom obersten Gerichtshof entschieden wurde. In dem Verfahren ging es um ein Mitglied eines Sioux Stammes John Bartlett, welches beschuldigt wurde, im Bundesstaat South Dakota eine Sexualverbrechen begangen zu haben. Er wurde dafür zu einer 10-jährigen Haftstrafe von einem Gericht des Bundesstaates South Dakota verurteilt. Nach der Verurteilung ging Bartlett in Revision, da er die Tat auf Stammesgebiet begangen hätte. Die Gerichte des Bundesstaates wären für diesen Fall nicht zuständig. Nach dem Major Crimes Act wäre ein Bundesgericht zuständig gewesen. Das Verbrechen fand auf einem Gebiet statt, welches 1908 durch den Cheyenne River Act zur Besiedlung durch Weiße freigegeben worden war. die Bundesregierung verkaufte 1,6 Millionen Acres Land der Cheyenne River Reservation an Weiße Siedler. Auf der Grundlage des Dawes Act wurde das Gebiet an einzelne Parzellen unterteilt. Mitglieder der Stämme bekamen Flächen zugewiesen. Das überschüssige Land wurde dann von den Vereinigten Staaten an Siedler verkauft. Das Gericht musste jetzt entscheiden, ob sich durch den Verkauf die Grenzen der Cheyenne River Reservation geändert hätten und die Straftat deshalb auf einem Gebiet stattfand, welches den Gerichten des Staates South Dakota unterstand. Der Oberste Gerichtshof stellte fest, dass die verkauften Parzellen weiterhin Bestandteil der Cheyenne River Reservation seien. Es wurde nicht eindeutig vom US-Kongress erklärt, dass der Verkauf eine Änderung der Reservatsgrenzen bedeutete. Die Stämme hätten auf Verträge wie den Vertrag Vertrag von Fort Laramie pochen können. Um dies zu vermeiden, wurde die Frage der Souveränität nicht behandelt. Es wurde nicht eindeutig geklärt, wer der Sovereign über das Gebiet sein würde. Das Bundesgericht befand, dass das fragliche Gebiet weiterhin zu Cheyenne River Reservation gehören würden, obwohl es an weiße Siedler verkauft worden war und die Stämme Geld via das Bureau Of Indian Affairs erhalten hätten.
Das Gericht suchte nach klaren Worten, ob der Verkauf eine Grenzkorrektur beinhalten würde oder nicht. Beabsichtigte der US-Kongress mit dem Gesetz von 1882 eine Verkleinerung des Reservats? Die Richter fanden keine klaren Aussagen im Gesetz. Es wurde lediglich erklärt, Teile des Reservats für die Besiedlung durch Weiße freizugeben. Und dass der Indianerstamm für den Verkauf bezahlt werden würde. Die Frage des Sovereign wurde durch dieses Gesetz nicht geklärt. Es wurden der Schriftverkehr zwischen Kongress und Behörden analysiert. Und Aussagen von einzelnen Abgeordneten. Es sah eher so aus, als wäre das Innenministerium der Vereinigten Staaten als Grundstücksmakler für den Stamm tätig gewesen.
Der Bundesstaat Nebraska argumentierte mit dem Verfahren City of Sherrill v. Oneida Indian Nation, welches am 11. Januar 2005 entschieden wurde. in diesem Fall ging es um die Oneida im Bundesstaat New York. Diese hatten im Laufe der Zeit Gebiete an die Vereinigten Staaten abgetreten. Ursprünglich besaß der Stamm 24.000 Quadratkilometer Land im Bundesstaat. Im Verlauf von 200 Jahren gaben sie fast ihr gesamtes Land auf. Bereits 1788 hatten sie einen großteils ihres Landes aufgegeben. Nur 32 Acres blieben im Eigentum des Stammes. 1997 und 1998 kaufte der Stamm einige seiner ehemaligen Gebiete zurück. 53 Quadratkilometer wurden vom Stamm aufgekauft. Der Stamm forderte seine Rechte für dieses Gebiet zurück, wie z. B. Steuerfreiheit und Tribal Sovereignty. Das Gericht urteilte: Der Oneida Stamm hätte sich über 200 Jahre nicht ernsthaft bemüht Teile ihres ehemaligen Hoheitsgebietes zurückzubekommen oder es für sich zu beanspruchen. Das Gericht gab der Stadt Sherrill recht. Der Bundesstaat Nebraska argumentierte ähnlich. Über 100 Jahre hätte sich der Stamm nicht ernsthaft bemüht seine Souveränitätsansprüche einzufordern. Es wäre für die Gemeinde Pender inakzeptabel nach all der Zeit unter die Souveränität eines Indianerstammes zu kommen. Und in Pender würden keine Stammesangehörigen leben. Das Gericht folgte der Argumentation des Bundesstaates Nebraska nicht. Das Gericht ließ nur das Gesetz von 1882 und die Aussagen der Bundesbehörden wie des Bureau of Indian Affairs gelten, die keine Aussage über die Souveränität beinhaltenden.
Das Verfahren wurde vom Vorsitzender des Obersten Gerichtshofs John Roberts geleitet. Die weiteren Richter waren Anthony Kennedy, Clarence Thomas, Ruth Bader Ginsburg, Stephen Breyer, Samuel Alito, Sonia Sotomayor und Elena Kagan. Die Anhörung fand am 20. Januar 2016 statt. Clarence Thomas schrieb die Urteilsbegründung. Eine abweichende Meinung wurde nicht eingereicht. Die Urteil wurde am 22. März 2016 einstimmig beschlossen.

## Ähnliche Verfahren
Eine ähnliche Entscheidung wurde im Verfahren United States v. Sioux Nation of Indians gefällt. Streitpunkt war, ob der Kongress im Jahr 1876 das Recht besaß, die bergige Region der Black Hills aus dem Gebiet der Great Sioux Reservation durch ein Gesetz herauszulösen. Das Gericht entschied 1980, dass der Kongress dieses Recht nicht hatte. In der Entscheidung sprach das Gericht den Siouxstämmen eine Entschädigung zu. Anderseits wurde im Verfahren Osage Nation v. Oklahoma entschieden, dass der Osage Allotment Act aus dem Jahr 1906 die Auflösung der Reservation bedeutete. Gleichermaßen gilt das für das Verfahren Rosebud Sioux Tribe v. Kneip, in welchem die Rosebud Reservation auf ein County reduziert worden war. Entscheidend bei beiden Verfahren war die ausdrückliche Erklärung des Kongresses, dass das Gebiet an die Vereinigten Staaten abgegeben werden sollte, durch ein Allotment Gesetz. Erklärte der US-Kongress nicht explizit, das mit dem Allotment (Verteilung eines Gebietes and individuelle Indianerfamilien) eine Korrektur der Reservatsgrenzen beabsichtigt wurde, dann wurden die Grenzen nicht geändert. 2020 entschied aber der Oberste Gerichtshof anderseits zu Gunsten der Creek Indianer. (Siehe McGirt v. Oklahoma und Sharp v. Murphy) obwohl das Gebiet bei der Gründung des Staates Oklahoma an Indianerfamilien verteilt worden war.

## Konsequenzen
Die Entscheidung Nebraska v. Parker war wegweisend. 2020 entschied der Supreme Court im Fall McGirt v. Oklahoma, dass im östlichen Teil des Bundesstaates Oklahoma aufgrund der historischen Reservatsgrenzen Besonderheiten des Strafrechts weitergelten.